# Gunggung
Gunggung is een bestuurslaag in het regentschap Sumenep van de provincie Oost-Java, Indonesië. Gunggung telt 1457 inwoners (volkstelling 2010).